# Theophil von Podbielski
Eugen Anton Theophil von Podbielski  (17 de octubre de 1814 - 31 de octubre de 1879) fue un general del Ejército prusiano. Nació en Köpenick y originalmente era un oficial de caballería. Podbielski sirvió como Intendente General del Estado Mayor General durante la guerra austro-prusiana y de nuevo en la guerra franco-prusiana. Como tal era el oficial de operaciones y vicejefe del Estado Mayor. Después pasó a ser inspector general de Artillería y con su nombre fue nombrado el 5.º (1.º Silesio) Regimiento de Artillería de Campo. Finalmente fue promovido a general de Caballería. Con cinco hijas, su hijo Víctor von Podbielski se convirtió también en general y sirvió como ministro prusiano después. Theophil von Podbielski murió en Berlín.

## Biografía

### Origen
Era un vástago de la familia noble Podbielski. Sus padres fueron el teniente coronel prusiano Anton von Podbielski (1780-1841) y su esposa Johanna Eleonore, nacida von Falkenhayn (1787-1869).

### Carrera militar

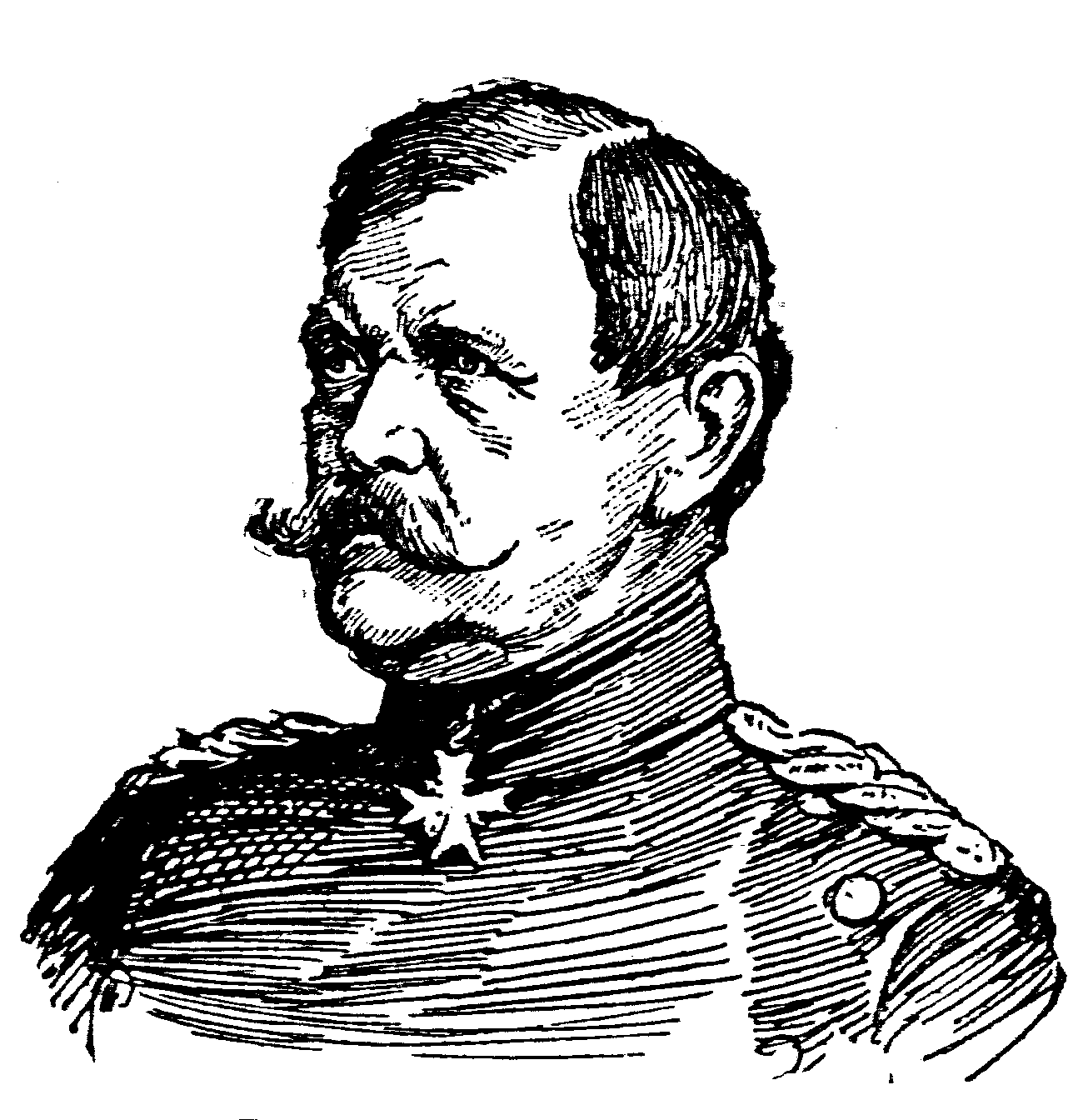
Eugen Anton Theophil von Podbielski.

Podbielski estudió en el liceo de Sulechów y en la Academia de Caballeros de Liegnitz. El 1 de mayo de 1831, ingresa en el 1.er Regimiento de ulanos del Ejército prusiano. Fue promovido el 9 de febrero de 1833 a subteniente después de pasar un examen con "la mención más alta". Tenía apenas 19 años. Entre 1836 y 1839, Podbielski se diploma en la Academia Militar Prusiana. En 1841, es nombrado adjunto de la 5.ª Brigada de caballería. En 1855 es nombrado mayor del estado mayor del 3.er Cuerpo de Ejército y el 12 de enero de 1858, comanda el 12.º Regimiento de húsares. En 1859, es promovido al grado de teniente coronel y en 1861 al grado de coronel. En marzo de 1863 es promovido al grado de general de división al mando de la 16.ª Brigada de caballería. En diciembre de 1863, se convierte en alto intendente del mariscal Friedrich von Wrangel dentro del ejército prusiano de Schleswig-Holstein, que jugará más tarde un papel en la guerra de los Ducados. Podbielski permaneció en los ducados del Elba como jefe de Estado mayor hasta 1865, fecha en la que se convierte en general de división y en 1866 en director del departamento general de guerra en el Ministerio de Guerra.
Durante la guerra austro-prusiana, Podbielski fue intendente general del ejército y recibió el 18 de septiembre de 1866 la Orden Pour le Mérite. Tras la conclusión de la paz, retorna al departamento de guerra, se convierte en teniente general en 1867 y presta un gran servicio en la reorganización del ejército en el seno de la Confederación Alemana del Norte. Paralelamente, participa de los trabajos del Bundesrat y del Reichstag.
Durante la guerra franco-prusiana, Podbielski es de nuevo nombrado intendente general del ejército. Sus despachos desde el teatro de guerra tienen un valor histórico. Por sus servicios en esta guerra, recibió una dotación de 100.000 táleros así como las hojas de roble de la Orden Pour le Mérite. En 1872, Podbielski es nombrado inspector general de la artillería y en 1873 general de caballería. Bajo la dirección de Podbielski, la artillería registra la separación de la artillería de campaña y la artillería de fortaleza así como el rearme de la artillería de campaña.
En 1889, el 5.º Regimiento de artillería de campaña recibió su nombre.

### Familia
Podbielski se casó el 28 de abril de 1843 en la mansión de Dallmin con Agnes von Jagow (1823-1887). El matrimonio produjo los siguientes hijos:
- Victor (1844-1916), Ministro de Estado y teniente general, casado con Margarete von Twardowski (1869-1951).
- Agnes (1846-1896), casada con Hermann Ludwig von Wartensleben (1826-1921), general de caballería prusiano.
- Olga Elisabeth (1842-1880), casada con Hugo von Balluseck (1830-1892), general de división prusiano.[3]
- Elisabeth (nacida en 1849), casada con Michael von Szymonski (1844-1922), general de división.
- Claire (nacida en 1850)
- Walli Cecilia Thekla (nacida en 1860)